# Санта-Мария-Фиганьелла
Санта-Мария-Фиганьелла (фр. Santa-Maria-Figaniella, корс. Santa Maria è Figaniedda) — коммуна во Франции, находится в регионе Корсика. Департамент коммуны — Южная Корсика. Входит в состав кантона Ольмето. Округ коммуны — Сартен.
Код INSEE коммуны — 2A310.

## Население
Население коммуны на 2008 год составляло 82 человека.
| 1962 | 1968 | 1975 | 1982 | 1990 | 1999 | 2008 |
| ---- | ---- | ---- | ---- | ---- | ---- | ---- |
| 125  | 110  | 89   | 70   | 58   | 72   | 82   |

## Экономика
В 2007 году среди 46 человек в трудоспособном возрасте (15—64 лет) 28 были экономически активными, 18 — неактивными (показатель активности — 60,9 %, в 1999 году было 51,1 %). Из 28 активных работали 25 человек (16 мужчин и 9 женщин), безработных было 3 (1 мужчина и 2 женщины). Среди 18 неактивных 1 человек был учеником или студентом, 7 — пенсионерами, 10 были неактивными по другим причинам.